# Рідка
Рідка́ — село в Україні, у Теофіпольській селищній громаді Хмельницького району Хмельницької області. Населення становить 202 особи. До 2020 орган місцевого самоврядування — Бережинецька сільська рада.

## Історія
Село вперше згадується в дарчому акті великого князя литовського Вітовта, який 21 серпня 1421 року надав село Рідку своєму слузі Павлу Єловицькому. Свою назву одержало від річки, яка в давнину називалася Рідкою.
7 (20) листопада 1917 року, відповідно до.Третього Універсалу Української Центральної Ради, увійшло до складу Української Народної Республіки.
12 червня 2020 року, відповідно до розпорядження Кабінету Міністрів України № 727-р «Про визначення адміністративних центрів та затвердження територій територіальних громад Хмельницької області», увійшло до складу Теофіпольської селищної громади.
19 липня 2020 року, в результаті адміністративно-територіальної реформи та ліквідації Теофіпольського району, село увійшло до складу Хмельницького району.

## Уродженці
- Загородній Дмитро Валерійович (1989—2015) — солдат Збройних сил України, учасник російсько-української війни[6].